# Templo de Hércules (Amã)

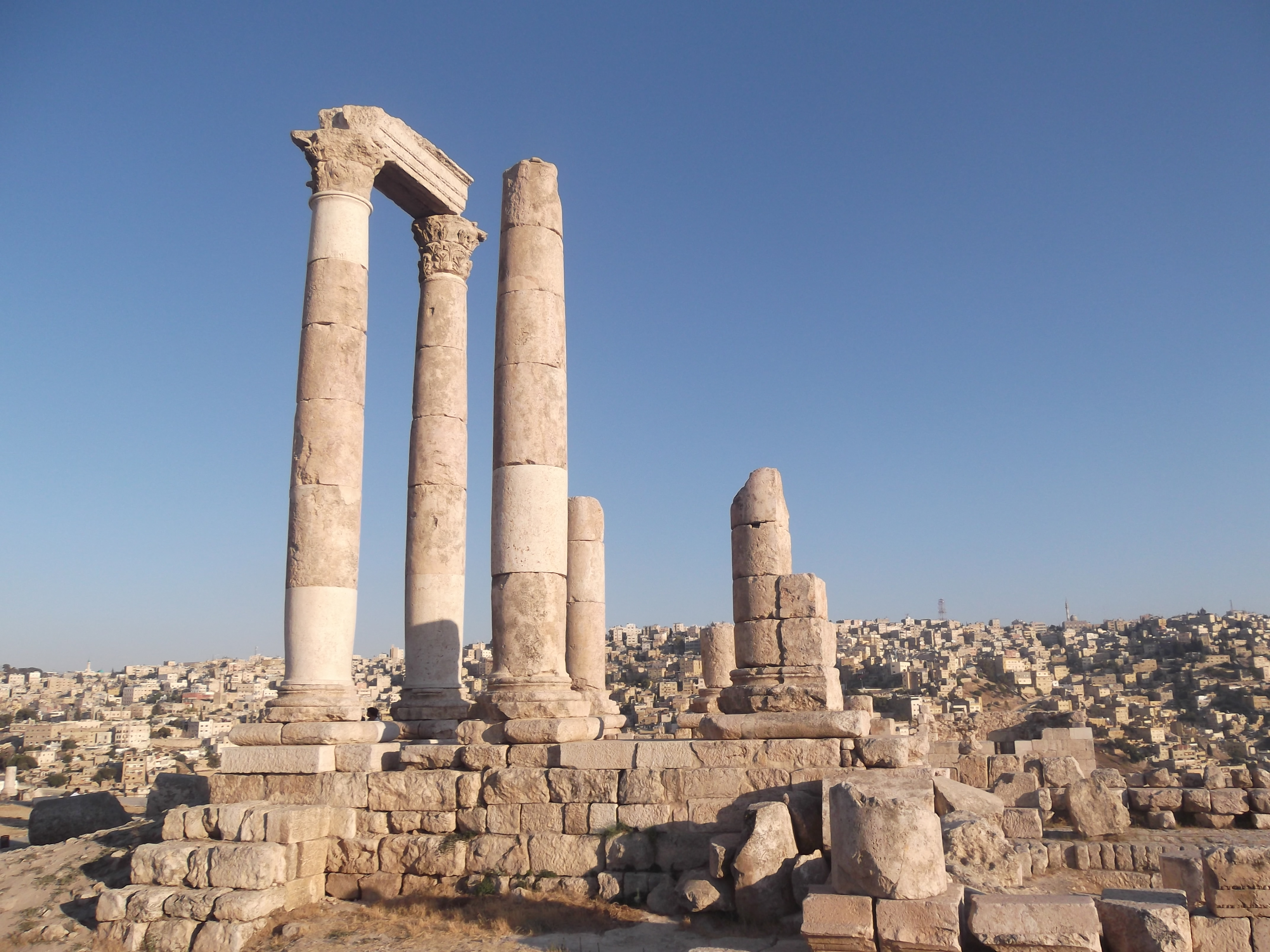
Vista do Templo de Hércules.

O Templo de Hércules é um local histórico na Cidadela de Amã, em Amã, capital da Jordânia. Foi construído no mesmo período que o anfiteatro romano entre (162-166) a.C. É pensado para ser a estrutura romana mais significativa na Cidadela de Amã, de acordo com uma inscrição do templo que foi construída quando Geminius Marcianus foi governador da província da Arábia (162-166 a.C). O lugar também contém uma mão esculpida em pedras, assemelhando-se a mão de Hércules.

## História
O Templo de Hércules foi construído em honra ao imperador romano Marco Aurélio, entre 161 e 166 a.C, de acordo com algumas inscrições encontradas no local. Hoje, é possível ver uma única interface de sobras de uma família de seis enormes colunas, que estão erguidas em quatro cantos da estrutura do templo, bem como algumas das outras colunas de outras salas do palácio.
O templo recebeu este nome, como forma de dedicação deste a um dos deuses romanos de maior importância, Hércules, que tinha a missão e função de proteger a cidade. É importante mencionar que se teve a iniciativa de construir uma enorme estátua de Hércules na entrada ao templo, onde não são encontradas efeitos residuais feitos à mão.
A estrutura original do templo foi concebida em 52 metros e uma largura de 22 metros. Os corredores estrangeiros estão baseados em duas fileiras de colunas, sendo que estas fileiras são originalmente as mesmas levantadas à época da iniciação da construção do templo. A altura de cada coluna é de 9 metros, e tem um diâmetro de um dos pilares de 1,5 metros. As colunas estão revestidas no estilo coríntio. Há ligações entre os limiares de colunas altas em comprimento, incluindo 7 metros. As escavações indicaram que, ainda no início do levantamento de sua estrutura, as colunas encontravam-se incompletas, apoiando assim a hipótese de que o edifício não era estruturalmente completo à época do domínio Romano na região.
Nos dias atuais, este enorme e luxuoso edifício encontra-se reservado a algumas colunas. O Ministério do Turismo e Antiguidades, em cooperação com o Centro Americano de Pesquisa Oriental, vem estudando iniciativas locais e estrangeiras que possibilitem a reforma do edifício. Um projeto de manutenção do local vem sendo mantido pelo governo jordaniano de forma permanente no templo.

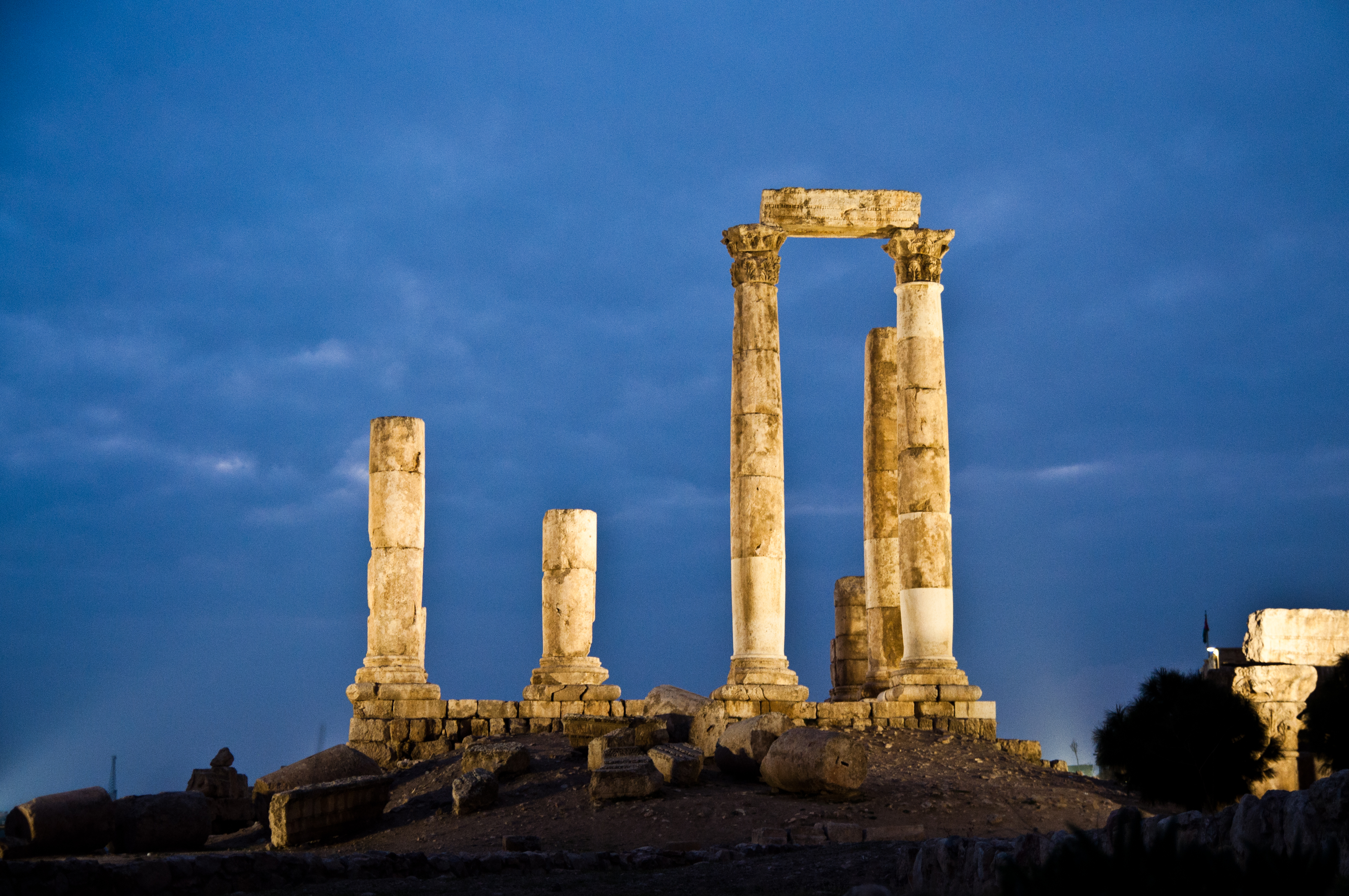
Estrutura das colunas do templo
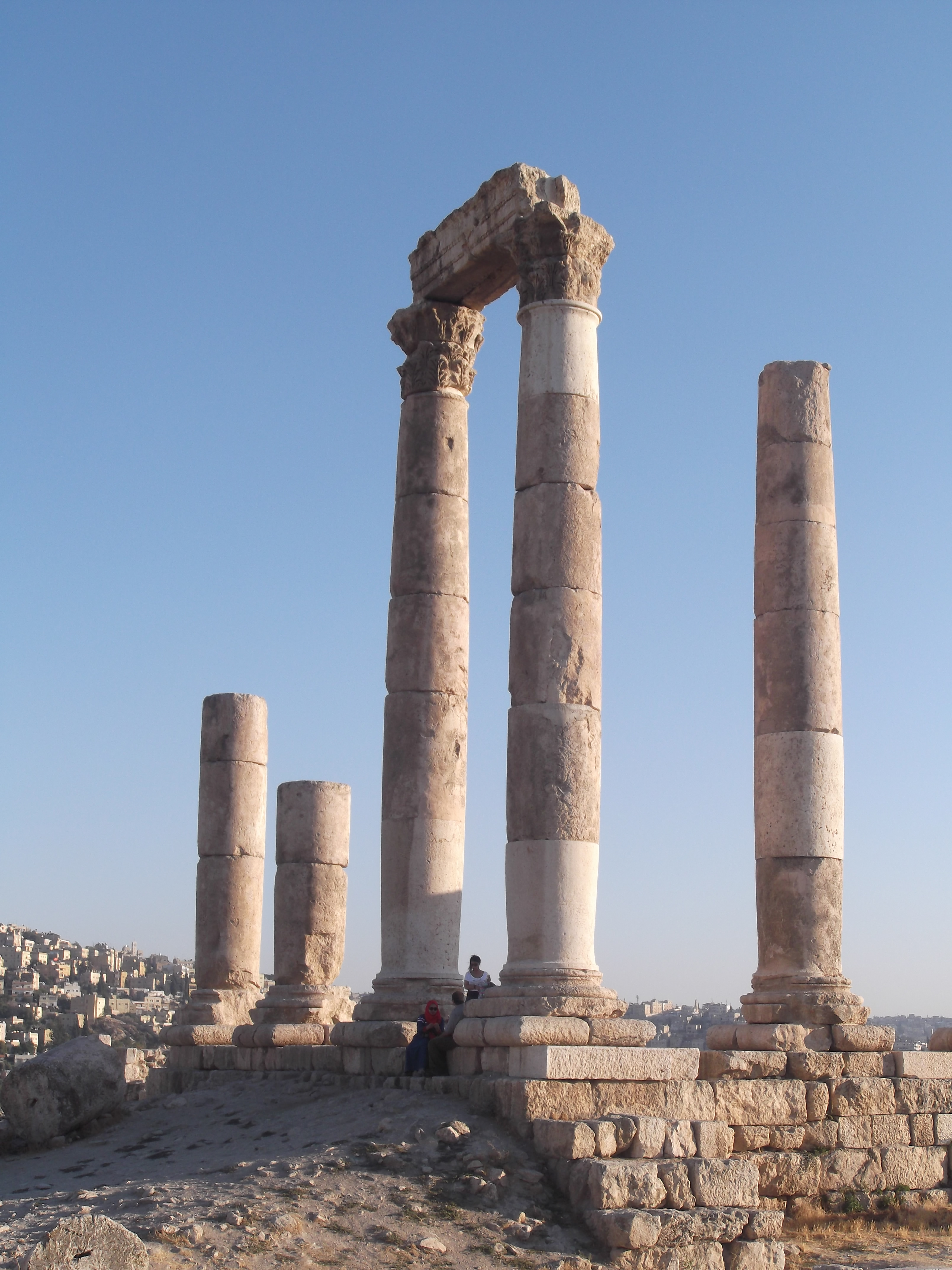
Vista do templo
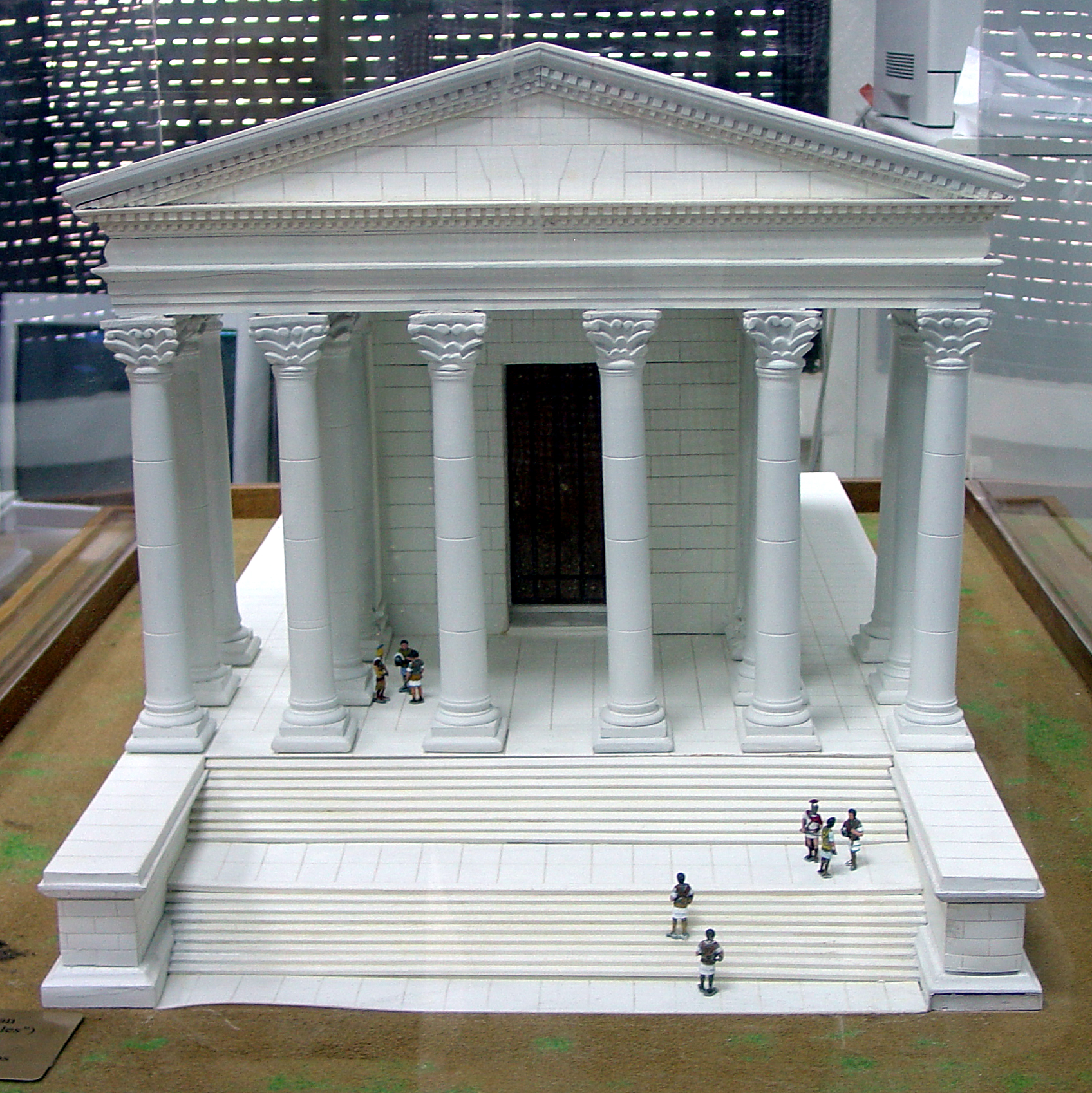
Um modelo de como o templo deveria ser concluído.